# Ashwell (Hertfordshire)
Pour les articles homonymes, voir Ashwell.
Ashwell est un village et une paroisse civile du Hertfordshire, en Angleterre.